# Nestor Vornicescu

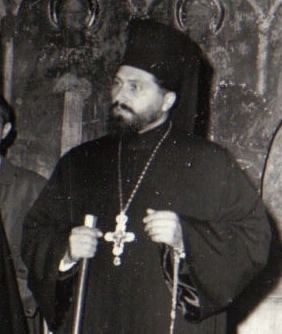
Nestor Vornicescu

Nestor-Severineanul Vornicescu (* 1. Oktober 1927 in Lozova; † 17. Mai 2000 in Craiova) war ein rumänischer orthodoxer Theologe, Priester, Bibliothekar, Klosterabt, Klosterpropst, Bischofsvikar, Metropolit von Oltenien und Kirchenhistoriker.

## Leben
Vornicescu stammte aus der bäuerlichen Familie von Vasile und Vera Vornicescu in Bessarabien. Nach dem Besuch der Grundschule absolvierte er von 1946 bis 1948 eine Ausbildung am Seminar des Klosters Neamț. Von 1948 bis 1951 besuchte er das Höhere Seminar an derselben Klosterschule. Es folgte von 1951 bis 1955 ein Theologiestudium in Bukarest, bei dem er auch Doktorandenvorlesungen besuchte. Von 1955 bis 1958 bildete er sich weiter an schweizerischen Ausbildungsstätten in Bossey und Genf.
Seinen kirchlichen Dienst verrichtete er von 1946 bis 1951 in der Einsiedelei Nechit im Kreis Neamț. Am 10. März 1950 trat er ins Kloster ein und empfing die Priesterweihe. Als Priester war er von 1950 bis 1962 an der Bischofskathedrale von Iași sowie als Bibliothekar an der dortigen Metropolie tätig. Von 1960 bis 1966 bekleidete er das Amt eines Abts im Kloster des Heiligen Johannes in Suceava. Durch den Metropoliten Moisescu wurde er am 2. August 1962 zum Propst geweiht und leitete vom 25. März 1966 bis zum 15. Dezember 1970 das Kloster Neamț. Am 27. Dezember 1970 weihte ihn Metropolit Firmilian von Oltenien zum Bischofsvikar von Craiova. Am 23. April 1978 wurde er Metropolit von Oltenien.
Vornicescu war Mitglied der Christlichen Friedenskonferenz und  Teilnehmer der IV. bis VI. Allchristlichen Friedensversammlung 1971 bis 1985 in Prag, gehörte seit 1985 zu ihrem Präsidium und war einer ihrer Vizepräsidenten.
Nestor Vornicescu veröffentlichte zahlreiche Bücher, Artikel und Studien patristischen historischen und ökumenischen Inhalts. Diese Veröffentlichungen erfolgten sowohl im Inland wie auch im Ausland. Er nahm an zahlreichen Kongressen und anderen kirchlichen Veranstaltungen teil: in Madrid, Helsinki, Moskau, Sofia, Jerusalem, Budapest, Prag, Warschau, Athen, Kiew, New York, Sydney, Neu-Delhi und anderen Orten.
Er war Vorsitzender der Synodalkommission des Kanonischen Rechts für rumänische Heilige sowie Vorsitzender der Rumänischen Nationalen Kommission für vergleichende Kirchengeschichte. Im Jahre 1966 wurde er zum Ehrenmitglied der Rumänischen Akademie gewählt.
Nestor Vornicescu starb am 17. Mai 2000 im Krankenhaus an den Folgen eines Herzinfarkts.

## Ehrungen
Mehrfach wurde Vornicescu geehrt und erhielt hohe Auszeichnungen und Orden:
- das Kreuz des Heiligen Grabes der Jerusalemer Patriarchie
- den Orden der Heiligen Apostel Petrus und Paulus des Patriarchats von Antiochien
- den Heiligen-Andreas-Orden des Patriarchats Konstantinopel
- den Orden des Heiligen Safronie Vraceanski des bulgarischen Patriarchats
- den Heiligen-Wladimir-Orden des Moskauer Patriarchats
- den Orden des Heiligen Sergius von Rodonej der Orthodoxen Kirche Polens
- die Heilige-Markus-Medaille des Patriarchats von Alexandria
- den Orden des Heiligen Konstantin des Großen der Stadt Rom